# 房列曙
房列曙（1951年9月—），安徽桐城人，享受国务院特殊津贴专家，安徽师范大学教授。

## 生平
1976年毕业于安徽师范大学历史系，毕业后留校工作。曾任安徽师范大学历史系主任，社会学院院长。2011年退休，后任安徽省新四军历史研究会学术委员会副主任，安徽省大别山革命历史研究会副会长。

## 学术贡献
主要从事民国考试制度、近现代人才选拔制度、近现代文化史、新四军等研究工作。主持国家社会科学基金项目等课题多个，发表论文60余篇。所著《中国历史上的人才选拔制度》入选《国家社科基金成果文库》。曾获中央组织部课题成果一等奖，安徽省社会科学研究优秀成果一等奖，曾宪梓教育基金会高等师范院校优秀教师奖三等奖等。

## 著作
- 《皖南事变资料选》（合纂）（1983年，上海人民出版社）
- 《中国现代史》（副主编）（1990年，贵州人民出版社）
- 《中国考试制度史资料选编》（副主编）（1992年，黄山书社）
- 《中国考试制度史》（副主编）（1996年，黄山书社）
- 《中国考试辞典》（主编）（1998年，黄山书社）
- 《皖南一九四一》（1999年，中国青年出版社）
- 《中国文化史纲》（第一主编）（2000年，科学出版社）
- 《中国近现代史》（第一编著）（2004年，合肥工业大学出版社）
- 《中国历史上的人才选拔制度》（第一主编）（2005年，人民出版社）